# Ясногорка (Чудновский район)
Ясногорка (укр. Ясногірка) — село на Украине, находится в Чудновском районе Житомирской области.
Код КОАТУУ — 1825884802. Население по переписи 2021 года составляет 14 человек. Почтовый индекс — 13234. Телефонный код — 4139. Занимает площадь 0,483 км².

## Адрес местного совета
13234, Житомирская область, Чудновский р-н, с.Красносёлка, ул.Ленина, 22